# Rila (národní park)
Národní park Rila (bulharsky Национален парк Рила) je s celkovou rozlohou 810 km² největší ze tří národních parků v Bulharsku. Leží v pohoří Rila na jihozápadě země. Byl zřízen na ochranu několika různých ekosystémů a rovněž kulturního a historického dědictví. Park se rozkládá v nadmořské výšce 800 až 2925 m n. m. V parku se nachází 120 horských jezer, většinou ledovcového původu, a také nejvyšší vrchol Balkánského poloostrova – hora Musala. Pramení tu jedna z nejdelších řek na Balkánském poloostrově Marica. Vyhlášen byl v únoru 1992.
Národní park Rila je jedním z největších chráněných území v Evropě, jeho částí jsou také čtyři přírodní rezervace - Parangalica, Centrální Rilská rezervace, Ibar a Skakavica. První dvě jsou pak součástí celosvětové sítě biosférických rezervací v rámci programu UNESCO "Člověk a biosféra".

## Přírodní vlastnosti

### Podnebí
Celý park se rozkládá v oblasti horského klimatu, s nadmořskou výškou převážně nad 1000 m. Podnebí hory Rila se nachází mezi středozemním a kontinentálním klimatickým pásmem. Nejnižší teploty v parku byly zaznamenány na jeho nejvyšším bodě – na vrcholu Musala. Nejnižší naměřená teplota v parku je −31,2 °C a nejvyšší naměřená teplota na stejném místě činí 18,7 °C. Teplota na vrcholu v létě jen zřídka překročí 15 °C.

### Rostlinstvo
Větší část území parku je pokryta stálezelenými lesy, vyskytují se zde smrky, jedle a mnoho druhů borovic. Dosud identifikované druhy vyššího rostlinstva představují 38,35 % celkového vyššího rostlinstva v Bulharsku. Vyskytuje se zde 57 endemických druhů, z toho 3 jsou místní, 18 je bulharských a 36 balkánských. Celkový počet reliktů v oblasti parku je 105 (74 druhů z doby ledové a 31 druhů z terciéru). Z druhů vyššího rostlinstva v oblasti parku je v červené knize Bulharska zapsáno 98 druhů, to je 13 % všech druhů v této knize. Roste zde 141 druhů léčivých rostlin, 20 z nich je ohrožených a 8 druhů je chráněno zákonem. Dále se v parku nachází 282 druhů mechů, 233 druhů hub (11,6 % ze všech zjištěných v Bulharsku) a 130 druhů řas.
Lesy pokrývají 2/3 území parku, což je více než 1,5 % zalesněných ploch v Bulharsku. Nezalesněných ploch je okolo 10 500 hektarů a jsou v nich zahrnuty i alpské pastviny v nejvyšší části pohoří Rila.
Přírodní lesní plantáže představují skoro 60 % všech stromů, typově jsou zarostlé především smrkem ztepilým, jedlí a borovicí rumelskou. 36 % keřovitého rostlinstva je reprezentováno především borovicí kleč. Lesy patřící do některé ze čtyř rezervací představují více než 30 % všech lesů v parku.

### Fauna
Na území parku bylo identifikováno téměř 3000 bezobratlých živočichů a 172 druhů obratlovců. Nachází se zde 99 druhů ptáků, což je 30 % ze všech v Bulharsku identifikovaných ptáků. Z druhů obratlovců v národním parku je více než 100 zapsáno v červené knize Bulharska a 15 i v červené knize Evropy. Na území parku se vyskytuje 40 ohrožených druhů bezobratlých živočichů.
V národním parku Rila žije 48 druhů savců. Z toho je 10 druhů netopýrů, 22 druhů drobných a 16 druhů velkých savců. Některé z těchto druhů jsou balkánské endemity. Významnou součásti fauny je medvěd hnědý, kamzík a vlk, jehož výskyt je v Bulharsku velmi omezený.
V oblasti parku hnízdí 99 druhů ptáků, což je téměř 1/3 z počtu všech druhů hnízdících v Bulharsku. Park se zaměřuje na základní populaci těchto druhů – tetřev hlušec, jeřábek lesní, koroptev, skřivan ouškatý, kavče žlutozubé, zedníček skalní a dalších. V parku se rovněž vyskytují ohrožené druhy ptáků. Mezi ně patří orel skalní, orel krátkoprstý, sokol stěhovavý, datel tříprstý, datel bělohřbetý a jiní.
Plazi a obojživelníci představují v parku celkem 80 druhů. Značná druhová rozmanistost souvisí s velkým rozdíly v nadmořské výšky i klimatických podmínek. Makedonský ještěr je balkánský endemit. Vyskytují se zde i tři pozůstalé druhy – čolek horský, skokan hnědý a ještěrka živorodá.
V parku je mnoho vodních ploch – řek a jezer. Celkem byl prokázán výskyt 18 druhů ryb, z nichž 3 jsou ohrožené. Druhy jako mřena skvrnitá a mřenka balkánská jsou balkánskými endemity.

### Turismus
Rila je jedním z bulharských pohoří, ve kterém je turismus dobře vyvinutý. Na území parku se nachází vysoký počet letovisek, které jsou určeny pro zimní a letní turismus. Jedno z nejpopulárnějších letovisek, které se nachází na území parku, se nazývá Borovec.
Národním parkem procházejí dvě evropské dálkové turistické trasy – E4 a E8. Kromě toho přes park vede mnoho turistických stezek a chodníků. V oblasti parku funguje 17 chat, které disponují zhruba 1500 lůžky, a 4 přístřešky (zaslony), které jsou vyhrazeny pro úkryt při špatném počasí.